# 2346 Lilio
A 2346 Lilio (ideiglenes jelöléssel 1934 CB) a Naprendszer kisbolygóövében található aszteroida. Karl Wilhelm Reinmuth fedezte fel 1934. február 5-én, Heidelbergben.